# جزيرة يعصوف
جزيرة يعصوف أو اليعسوب هي جزيرة بحرينية تقع غرب جزيرة البحرين الأم وتبعد الجزيرة عن مرفأ المالكية بمسافة 3.35 كم. يبلغ أقصى طول لها 134.53 مترا، وأقصى عرض لها 62.90 مترا، ويوجد بها قبر قديم يسمى «العبد يعسوب»، وإليه تنسب الجزيرة، وهو من أصحاب علي (ع) الذين طاردهم الحكم الأموي وقُتل هنا بحسب الرواية الشعبية الشائعة. وتقع على بعد 2.68 كم من جزيرة أم النعسان
وأنت على ظهر الجزيرة يمكنك أن تشاهد جسر البحرين - السعودية (جسر الملك فهد)، الذي أدى تشييده إلى ارتفاع نسبة الملوحة في الماء، فاختفت بعض أنواع الأسماك